# 土持政綱
土持 政綱（つちもち まさつな）は、戦国時代の武将。島津氏の家臣。

## 略歴
土持氏庶流の出身。島津氏14代当主・島津勝久の家老を務めたが、後の15代当主・島津貴久を養子に迎えることに反対し、抗議のため家老職を辞した。しかし、その態度が逆に島津忠良に気に入られ、仕えるように請われる。結果、薩州家5代当主・島津実久により大永6年（1526年）、自害に追い込まれた。
3歳であった息子・若狭（名称不詳）は忠良に保護され、その側室に養育され、後に泊の地頭になり、その孫らも島津家に仕えた。若狭の長子・利綱の一女は、政綱と同様に勝久の家老職にあって自害させられた川上昌久の子・川上久隅の三男久通を婿養子としたがその兄・久利が関ヶ原の戦いで戦死したために、久通は川上氏に戻ってしまったが、そのまま付いていってしまったなど、なかなか波乱な一家であった。
なお孫の三男・昌綱は宮之城島津家・島津忠長に仕え、鹿児島から宮之城に移り住み、以後、安綱…安縄ー政博ー五右衛門…巌ー仙（あがる）と続いた。うち、政博は出家して仙巌と称し、「宮之城記」「祁答院記」を編集した。